# Xã Saratoga, Quận Marshall, Illinois
Xã Saratoga (tiếng Anh: Saratoga Township) là một xã thuộc quận Marshall, tiểu bang Illinois, Hoa Kỳ. Năm 2010, dân số của xã này là 286 người.